# Нова Монья (Малопургинський район)
Нова Мо́нья (рос. Новая Монья, удм. Выль Монья) — присілок в Малопургинському районі Удмуртії, Росія.
Урбаноніми:
- вулиці — Берегова, Молодіжна, Нагірна, Нова, Північна, Центральна, Шкільна

## Населення
Населення — 420 осіб (2010; 419 в 2002).
Національний склад станом на 2002 рік:
- удмурти — 97 %